# Protestas en Formosa de 2021
Las protestas en Formosa de 2021 fueron manifestaciones que se desarrollaron en la provincia argentina de Formosa tras el cuestionable manejo de la pandemia de COVID-19 por el gobernador Gildo Insfrán y en el contexto de las protestas por las respuestas a la pandemia de COVID-19.

## Antecedentes
Insfrán fue electo gobernador de Formosa por séptima vez consecutiva en las elecciones de 2019, en el medio de críticas de los opositores que lo acusan de fraude.
Denunciando se que los pueblos originarios de la región, estos no recibían los insumos médicos y productos básicos, además de tratos violentos del personal policial.
El mandatario recibiría constantes apoyos del Gobierno Nacional y varios colegas de su espectro político ante restricciones.

## Desarrollo
El día 4 de marzo de 2020 se decretó en la capital provincial el «Aislamiento Social Preventivo y Obligatorio» hasta el 18 de marzo tras 17 nuevos casos de coronavirus. Esta resolución suspende la flexibilización de actividades a nivel provincial a excepción del personal de salud, docente, fuerzas de seguridad, autoridades superiores del gobierno nacional, provincial y municipal.
Esto generó varias marchas de ciudadanos entre ellas el día 5 de marzo donde se reportó que la policía provincial reprimió a través del uso de balas de goma a corta distancia, gases lacrimógenos vencidos y la detención de 92 civiles, entre ellos periodistas y 13 menores de edad
El gobierno fue acusado por violación de derechos humanos y de crear centros de aislamiento cuales han alertado a judicial.
Tras la presentación del Senador Nacional Luis Naidenoff, la Justicia Federal contra el aislamiento este y otras medidas sanitarias fueron prohibidas por orden del juez Carbajal quien un año después fue electo diputado nacional en las Elecciones legislativas de Argentina de 2021 por la coalición Juntos por el Cambio

«ordene a la provincia de Formosa a que libere y restablezca la libertad ambulatoria en todas las personas que se encuentran aisladas por haber ingresado a la provincia y cuentan con PCR negativo, en cumplimiento a la norma federal DNU 168/21 (y que) se abstenga de aislar a las personas que ingresen al territorio provincial y no sean casos positivos de Covid-19, sospechoso y/o contactos estrechos conforme lo establece la autoridad Nacional, conforme DNU 260/20 DNU 125/21 Y DNU 168/21».
Habeas corpus presentado por Luis Naidenoff, Senador Nacional por Formosa y
Martín Osvaldo Hernández, presidente de la Unión Cívica Radical formoseña